# Chytonix splendens
Chytonix splendens là một loài bướm đêm trong họ Noctuidae.